# فیلیپ رولر
فیلیپ رولر (تایلندی: ฟิลิป โรลเลอร์؛ زادهٔ ۱۰ ژوئن ۱۹۹۴) بازیکن فوتبال اهل آلمان است.
از باشگاه‌هایی که در آن بازی کرده‌است می‌توان به باشگاه فوتبال گراس‌هاپر زوریخ اشاره کرد.
وی همچنین در تیم ملی فوتبال تایلند بازی کرده‌است.